# Once in a LIVEtime
| Recensione | Giudizio |
| ---------- | -------- |
| AllMusic   |          |

Once in a LIVEtime è il secondo album dal vivo del gruppo musicale statunitense Dream Theater, pubblicato il 28 ottobre 1998 dalla East West Records.

## Descrizione
Contiene gran parte del concerto tenuto dal gruppo verso la fine di giugno 1998 al Bataclan di Parigi.

## Tracce
Musiche dei Dream Theater, eccetto dove indicato.
CD 1
1. A Change of Seasons I: The Crimson Sunrise – 3:56
2. A Change of Seasons II: Innocence – 3:05 (testo: Mike Portnoy)
3. Puppies on Acid – 1:24
4. Just Let Me Breathe – 5:53 (testo: Mike Portnoy)
5. Voices – 10:34 (testo: John Petrucci)
6. Take the Time – 12:20 (testo: Dream Theater)
7. Derek Sherinian Piano Solo – 1:54 (musica: Derek Sherinian)
8. Lines in the Sand – 13:13 (testo: John Petrucci)
9. Scarred – 9:27 (testo: John Petrucci)
10. A Change of Seasons IV: The Darkest of Winters – 3:17
11. Ytse Jam – 4:09 (musica: Kevin Moore, John Myung, John Petrucci, Mike Portnoy)
12. Mike Portnoy Drum Solo – 6:59 (musica: Mike Portnoy)

CD 2
1. Trial of Tears – 14:11 (testo: John Myung)
2. Hollow Years – 7:01 (testo: John Petrucci)
3. Take Away My Pain – 6:16 (testo: John Petrucci)
4. Caught in a Web – 5:16 (testo: James LaBrie, John Petrucci)
5. Lie – 6:45 (testo: Kevin Moore)
6. Peruvian Skies – 7:50 (testo: John Petrucci)
7. John Petrucci Guitar Solo – 8:06 (musica: John Petrucci)
8. Pull Me Under – 8:15 (testo: Kevin Moore)

- Medley

1. Metropolis – 6:16 (testo: John Petrucci)
2. Learning to Live – 4:13 (testo: John Myung)
3. A Change of Seasons VII: The Crimson Sunset – 3:49 (testo: Mike Portnoy)

## Formazione
Gruppo
- James LaBrie – voce, percussioni
- John Petrucci – chitarra, voce
- John Myung – basso
- Derek Sherinian – tastiera
- Mike Portnoy – batteria, percussioni, voce

Altri musicisti
- Jay Beckenstein – sassofono contralto in Take Away My Pain